# Nørresundby Forenede Boldklubber
Nørresundby Forende Boldklubber eller Nørresundby FB er en dansk idrætsforening, hjemhørende i Aalborgforstaden Nørresundby. Foreningen blev grundlagt den 1. juli 2015, som en fusion mellem Lindholm Idrætsforening og Nørresundby Boldklub.
Klubbens bedste fodboldhold spiller i 2024-25-sæsonen i Danmarksserien.